# 147-ма зенітна ракетна бригада (Білорусь)
147-ма зенітна ракетна бригада (147 ЗРБр, в/ч 96869) — військове формування Збройних сил Білорусі. 147 зенітна ракетна бригада ЗС Республіки Білорусь розміщується в Кутаїських казармах Бобруйської фортеці.

## Історія
1 квітня 1949 року в Бобруйську завершилось формування 110-ї армійської зенітної артилерійської бригади.
В 1956-му році переформована в 58-му зенітну артилерійську дивізію. В 1960-му році переформований в 160-й зенітний артилерійський полк середнього калібру. В 1962 році чергове переформування. Зміни торкнулись озброєння, полк оснастили сучасним ЗРК С-75. Через рік військова частина стала 160-м окремим зенітним ракетним полком.
На осінній контрольній перевірці 1967 року полк отримав оцінку "відмінно".
З 8 червня 1972 року полк перейшов на нові штати.
Після розпаду СРСР у 1992-му році 147-ма зенітна ракетна бригада Білоруського військового округу радянської армії перейшла під юрисдикцію Білорусі та ввійшла до складу Збройних сил Білорусі створених на базі округу.
Бригада брала участь в коаліційних тактичних навчаннях «Бойова співдружність—2000».
В 2014 році було ліквідоване Північно-Західне оперативно-тактичне командування ВПС та ППО.
147-я зенитно-ракетная бригада [Архівовано 14 серпня 2019 у Wayback Machine.]